# Premier Sport 2
Premier Sport 2 je český sportovní televizní kanál specializující se na fotbal, tenis, basketbalové zápasy. Kanál vysílal v nabídce IPTV operátora O2 TV, ve kterém byl dostupný ve vysokém rozlišení. Nyní na platformě Oneplay v tarifech Extra sport, Maximum.Vysílání začíná v 9:00 a je ukončeno Sportovním infoservisem ve tři hodiny ráno. Provozovatelem kanálu je společnost O2 TV s.r.o.